# FB TT

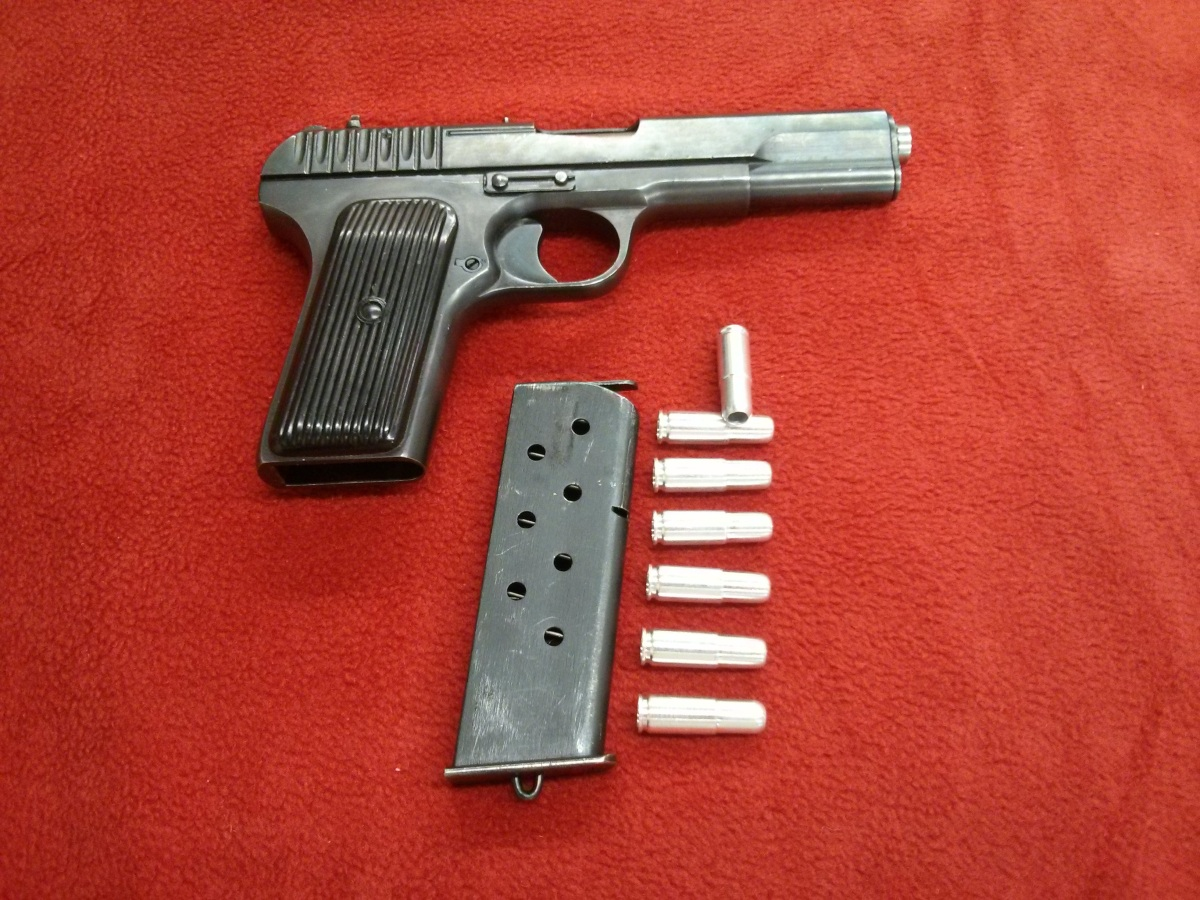
Le Tokarev Sportowy : un FB TT polonais adapté au .22 LR qui fut en service dans la plupart des armées du Pacte de Varsovie.

  Le FB TT est un pistolet semi-automatique, version polonaise du Tokarev TT 33 produit par la  Fabryka Broni Radom de 1951 à 1963.

## Présentation
Le modèle polonais différait de l'original soviétique par ses plaquettes de crosse en plastique quadrillées avec le monogramme "FB" dans un triangle inversé.

## Diffusions
Il fut alors remplacé dans l'armée et la police polonaise par le FB P-64. Ce fut ainsi l'arme de service du célèbre Zygmunt Berling. Il arma aussi les officiers d'autres armées du Pacte de Varsovie que furent la NVA est-allemande et les forces armées tchécoslovaques. 

### Données numériques
- Munition : 7,62 × 25 mm TT
- Longueur : 19,6 cm
- Canon : 11,6 cm
- Chargeur : 8 cartouches
- Masse à vide : 850 g